# Chionaema vnigrum
Chionaema vnigrum là một loài bướm đêm thuộc phân họ Arctiinae, họ Erebidae.